# 도트 픽시스
도트 픽시스(독일어: Dot Pixis, 일본어: ドット・ピクシスー Dotto Pikushisuー 도토 픽쿠시수ー[*], 영어: Dot Pixis)는 만화 《 진격의 거인 》의 등장인물이다. 월 로제 트로스트 구를 포함한 남쪽 영토, 즉 최전선을 지휘하는 남방 사령관. 선천적 괴짜로 알려진 인물이다.

## 능력치
공식 능력치에 따르면 연설에서 10점 만점에서 1점을 추가한 11점을 거머쥔 소유자이다. 유연성이 10점, 왕에대한충성심에서 10점, 행동력에서 10점, 부하의 신뢰에서도 10점 연설을 제외하고 하나도 다 빠지지 않고 10점을 차지할 만큼 군사 정치 체계인 엘디아국의 장군으로서 가져야 할 모든 능력에서 최상위권을 자랑한다. 

## 상세
선천적으로 타고난 지휘관이라기보다는 수많은 경험과 짬밥을 통해 완성된 지휘관이다. 에르빈 스미스가 진보적인 혁명가 스타일이라면 이쪽은 우리가 흔히 생각하는 전형적인 장군 스타일이다.
행동 패턴에 있어서도 엘빈과 큰 차이를 보이는데, 엘빈의 목적이 세계의 진실을 알아내는 것이라면 픽시스의 목적은 방벽 내부 인류의 수호이다. 배고픈 늑대보다는 배부른 돼지를, 잔혹한 진실보다는 달콤한 거짓을 선택할 수도 있는 인물이기 때문에 작중 내내 굉장히 보수적인 입장을 보이며, 무고한 희생을 줄이는 데 만전을 기한다. 시민과 재산의 보호가 주 목적인 주둔병단에 딱 어울리는 지휘관이다.

## 작중 행적

### 첫 등장
애니메이션에서는 높으신 분들의 비위를 적당히 맞추면서도 거인이 침입하자 "지금 이 순간에도 병사들이 죽어가고 있다"라며 자기 영지를 지키라고 윽박지르는(종국에는 애원한다.) 귀족인 발트 공을 적당히 달래고 출동하는 훌륭한 상관으로 묘사된다. 자기랑 체스로 붙어도 이기지 못하는 놈이 뭘 하냐는 발트 공의 말에 옆의 부하가 "거인을 상대로 봐줄 필요가 없다"라며 일부러 체스를 봐준 것이라는 뉘앙스의 말을 하는걸 보면 부하들에게도 인정받는 유능한 상관인 듯. 또한 10화, 11화에서는 아예 말투와 눈동자가 무섭게 바뀌고 위압감을 풍긴다. 직접 비교해보자. 아마 위의 상황으로 봐선 높으신 분들은 적당히 봐주고 위기 상황 등 경우에는 진정한 사령관의 위엄과 모습을 보여주는 것 같다.
괴짜라는 평에 맞게 보통 사람이라면 정신 나갔다고 생각할 수 밖에 없는 트로스트 구 탈환 작전을 진행시켰고 엘런과 병사들의 희생으로 멋지게 성공, 처음으로 인류가 거인에게 승리하는 쾌거를 만들어낸다. 이 작전을 병사들에게 설명할 때 이미 거인의 공포에 질려버린 병사들은 말도 안 되는 소리라며 탈영을 감행, 분열 직전의 대위기에 몰렸으나 소중한 사람을 지키기 위해서는 싸워야한다는 요지의 명연설로 병사들을 통합시키는 뛰어난 통솔력을 보여줬다. 애니메이션에서는 픽시스의 목소리가 급변해서 놀라는 사람도 있을 것이다. 특히 "주목!!!!!!!!"은 엄청난 목청을 자랑한다. 그러고 보니 이 아저씨 50미터나 되는 방벽 위에서 연설을 하는데 아래에 모인 병사들이 그걸 다 듣고 있다. 목소리 엄청 크다.

### 반 레이스 왕정 쿠데타
1화에서 엘빈의 주장을 묵살한 왕정에게 조사병단과 주둔병단의 협력 관계를 의심받지만 가볍게 이를 부인한다(이때 거인이 벽을 깨고 들어왔을 때 사람들이 별로 남아있지 않으면 얼마나 실망하겠냐는 말이 압권). 픽시스는 엘빈과의 협력을 거부하고 그대로 처형에 의의를 표하지 않았다. 이후 갑작스런 월 로제의 돌파 소식을 접하고 월 시나로 피난로 확보를 지시하는 중에 왕정의 이기적인 행보로 인하여 월 시나 측과의 잠정적인 내전을 준비하는 듯 했으나...
사실 이 모든 상황은 픽시스와 작클레 그리고 엘빈의 합작이었다. 엘빈이 모든 결정은 왕정이 하는 거라는 말을 시험하기 위해서 거짓된 정보를 퍼트리고 왕정을 떠본 셈. 결국 작클레 총통과 함께 왕정과 중앙 헌병을 장악하고 쿠데타에 성공하게 된다. 사실 높으신 분들이 백성들을 위하는 모습을 보여준다면 그 자리에서 다 자백하고 목을 내놓을 결심이었지만, 그들이 끝까지 이기적인 모습을 보이자 마침내 작심한 것.
63화에서 엘빈과 함께 엘런과 히스토리아 레이스를 탈환준비를 하면서 엘빈과 대화를 나누면서 귀족들을 심문하는 와중에 엘빈의 아버지의 가설이 맞다는 것을 확인. 겨우 일으킨 혁명이 실패할 수 있다는 사실에 서두르면서 그동안 정상적으로 보인 작클레의 광기를 오래전부터 알고 있어 가능하면 왕정의 편에 서서 그를 막으려고 했다고 고백한다.
70화에서 병단회의에 참석 후 밀실에서 작클레, 엘빈, 리바이, 한지를 만나 리바이가 죽은 케니에게 획득한 거인화 가능한 물질이 든 주사에 대해 물어 봤고, 이내 주사의 위험성을 간파해 냈고, 작클레가 자신의 작품을 보여주겠다고 하자 기겁을 하고 그런 것을 대중에게 보여 주다가 병단에 대한 신뢰만 잃게된다고 말린다.
90화에선 조사병단이 얻은 세계의 진실을 벽 안의 백성들에게 공표해야 한다고 먼저 주장한다. 세계의 진실을 백성들에게 공표하면 대혼란이 빠질 것이라고 주장하는 자들에게 레이스 왕이 한 것처럼 아무것도 모르는 백성들을 벽 안에 키우겠냐고 반박한다.